# Groupe d'Olten
 (août 2010).
Si vous disposez d'ouvrages ou d'articles de référence ou si vous connaissez des sites web de qualité traitant du thème abordé ici, merci de compléter l'article en donnant les références utiles à sa vérifiabilité et en les liant à la section « Notes et références ».
Le groupe d'Olten était une association d'écrivains suisses dissidents de la Société suisse des écrivains.
Fondé en 1970, ce groupe a existé jusqu'en 2002 et comptait à la fin environ 400 membres. À ses débuts il réunissait, au restaurant de la gare d'Olten, dans le Canton de Soleure, 22 membres qui se sont opposés, pour des raisons culturelles et politiques, aux positions anti-communistes de Maurice Zermatten, alors Président de la Société suisse des écrivains. Il s’agissait notamment de  Peter Bichsel, Jeanlouis Cornuz, Walter Matthias Diggelmann, Friedrich Dürrenmatt, Jürg Federspiel, Max Frisch, Vahé Godel, Ludwig Hohl, Kurt Marti, Adolf Muschg, Jörg Steiner, Yves Velan, Walter Vogt, Otto F. Walter, et Walter Weideli.
Sa première présidente fut Anne Cuneo.
Il a fusionné en 2002 avec la Société suisse des écrivains (SSE) pour donner l'association Autrices et auteurs de Suisse,.